# از سرنوشت
از سرنوشت مجموعهٔ تلویزیونی ایرانی به کارگردانی محمدرضا خردمندان و علیرضا بذرافشان و نویسندگی محمد محمودی سلطانی، روح‌الله صدیقی و سارا خسروآبادی است که از شبکه دو پخش شده‌است. این مجموعه از سال ۱۳۹۸ در چهار فصل پخش شده و در ۱۸ خرداد ۱۴۰۱ به اتمام رسید.

## خلاصه داستان

### فصل اول
سریال از سرنوشت در فصل اول، داستان کودکی دو پسر بچه بنام های هاشم و سهراب را روایت می‌کند. مه‌لقا مادر سهراب پس از ۱۰ سال از زندان آزاد می‌شود و به‌دنبال فرزند خود می‌گردد، اما...

### فصل دوم
هاشم و سهراب که بزرگ شده و وارد دوران جوانی شده‌اند، به‌دنبال کار هستند که یکی از فامیل های هاشم به آنها پیشنهاد کار در کارگاه خود را می‌دهد و ناگهان اسماعیل صاحب کار آنها پولشان را بالا میکشد و ....

### فصل سوم
کار و کاسبی هاشم و سهراب بعد از چند سال بسیار رونق گرفته است؛ هاشم که در تدارک ازدواج با نغمه، دختر پوران است ناگهان درگیر یک پرونده قاچاق می‌شود و در این میان، سهراب هم به هویت واقعی خود پی می‌برد و...

### فصل چهارم
ماجرای این فصل از آزادی هاشم از زندان آغاز می‌شود. چند سال بعد از ماجراهای فصل سه، سهراب ازدواج می‌کند و هاشم پس از آزادی از زندان، با نغمه دچار اختلاف می‌شود. در این اثنا پیشنهاد تولید یک قطعه بیمارستانی به هاشم و سهراب می‌شود و...

## بازیگران
| بازیگر           | نقش                         | در فصل  |         |
| ---------------- | --------------------------- | ------- | ------- |
| کیسان دیباج      | سهراب افشار (الیاسی)        | ۲و۳و۴   |         |
| دارا حیایی       | هاشم عموزاده                | ۲و۳و۴   |         |
| فاطیما بهارمست   | نغمه کلهر                   | ۲و۳و۴   |         |
| راستین عزیزپور   | سهراب افشار (کودکی)         | ۱       |         |
| امیررضافرامرزی   | هاشم عموزاده (کودکی)        | ۱       |         |
| مونا کرمی        | آرزو کامیاب                 | ۳و۴     |         |
| مهدیس توکلی      | مینو افشار                  | ۳و۴     |         |
| مرضیه موسوی      | آرزو کامیاب (جوانی)         | ۲       |         |
| مجید واشقانی     | منصور افشار                 | ۱و۲و۳و۴ |         |
| لیلا بلوکات      | مینا ماجدی                  | ۱و۲و۳و۴ |         |
| حسین پاکدل       | خندان                       | ۱و۲و۳و۴ |         |
| مائده طهماسبی    | پوران                       | ۱و۲و۳و۴ | ۱و۲و۳و۴ |
| پوریا پورسرخ     | شاهرخ ماجدی                 | ۱و۲و۳   |         |
| فریبا نادری      | الهام                       | ۱و۲و۳   |         |
| مهدی صبایی       | بابک                        | ۱و۲و۳   |         |
| علیرضا استادی    | شعبان (جهان)                | ۱و۲و۳   |         |
| شبنم فرشادجو     | گلبهار                      | ۱و۲     |         |
| علیرضا آرا       | اسماعیل کلهر                | ۲و۳     |         |
| رضا داوودنژاد    | فرزام                       | ۴       |         |
| سید مهرداد ضیایی | خاکپور                      | ۴       |         |
| ساناز سعیدی      | آرام خاکپور (هرسینی)        | ۴       |         |
| نگین صدق‌گویا     | مهتاب                       | ۴       |         |
| رابعه مدنی       | مادر خندان                  | ۴       |         |
| رضا بنفشه‌خواه    | یاوری                       | ۴       |         |
| سولماز غنی       | فریبا                       | ۴       |         |
| شاهو رستمی       | دهشت                        | ۴       |         |
| فرهنگ زرگرباشی   | شاهین                       | ۴       |         |
| متین طاهری نیا   | ساریخانی                    | ۴       |         |
| مهران میری       | عباس دادخواه                | ۴       |         |
| مریم کاظمی       | سهیلا                       | ۱و۳     |         |
| میترا رفیع       | مه‌لقا                       | ۱       |         |
| مهرداد فلاحتگر   | مدیر مدرسه هاشم و سهراب     | ۱       |         |
| یغما یارعلی      | حمید                        | ۱و۲و۳و۴ |         |
| نیوشا مامنی      | هستی                        | ۱و۲و۴   |         |
| فروغ قجابگلی     | اشرف                        | ۲       |         |
| نسیم فروغ        | نیلوفر                      | ۲و۳     |         |
| سارا والیانی     | فروغ                        | ۱و۳و۴   |         |
| حسین شریفی       | بیژن                        | ۱       |         |
| امیر شریعت       | صالح                        | ۲       |         |
| مجید اکبری       | مرتضی                       | ۲       |         |
| مهرزاد جعفری     | نوید                        | ۲       |         |
| داریوش سلیمی     | بهادری                      | ۱       |         |
| جواد زیتونی      | سمسار                       | ۱       |         |
| حسن کریمخان زند  | کوکبی                       | ۱       |         |
| سیامک راشدی      | فرزاد                       | ۱       |         |
| کیارش دادگر      | داداش مجتبی                 | ۱و۲و۳   |         |
| آیسان حداد       | مینو (کودکی)                | ۱       |         |
| سانیا رمضانی     | آرزو (کودکی)                | ۱       |         |
| فردین رحمانپور   | بهنام                       | ۳و۴     |         |
| سید محمد موسوی   | پوریا (کارگر کارگاه الیاسی) | ۳و۴     |         |